# 풍서군
풍서군(豐西郡)은 조선민주주의인민공화국 량강도 남부에 위치하는 군이다.

## 지리
동남쪽으로 김형권군, 동북쪽으로 갑산군, 북쪽으로 삼수군과 인접한다. 서쪽은 함경남도 부전군이다.
개마고원의 남쪽 끝에 놓여있어 산지가 대부분이다. 대체적으로 산지는 북서쪽이 더 높고 남동쪽으로 갈수록 낮아진다. 북수백산맥이 통과하고 최고봉은 한반도에서 3번째로 높은 북수백산(2,520m)이다. 주요 강으로는 허천강과 능귀강이 있다. 인공적인 저수지인 풍서호가 군 중앙에 놓여있다. 전체 면적의 91%가 산림으로 덮여있다.

## 역사
일제강점기에는 함경남도 풍산군의 일부였고 1952년의 행정 구역 재편에 의해서 신설되었다.
- 1952년 12월 - 풍산군 웅이면의 전역과 풍산면의 일부, 갑산군 삼산면의 일부를 합쳐 풍서군이 신설되었다(20리).
- 1954년 10월 - 량강도에 편입되었다.

## 경제
벌목업이 주요 산업이다. 산지가 많아서 농업의 발전은 미약하다. 그러나 밭농사를 통해 옥수수, 감자, 밀이 생산되고 고사리 생산으로 유명하며 가축 또한 사육된다. 풍서군은 또한 고사리 생산으로 유명하다. 또한 풍서군에는 금, 납, 아연이 매장되어 있다.

## 교통
도로는 있지만 철도는 없다. 능귀강과 풍서호는 원목을 하류로 운반하는데 이용된다.

## 행정 구역
1읍 3구 17리로 구성된다.
- 풍서읍 (豊西邑)
- 약수로동자구 (藥水勞動者區)
- 합포로동자구 (合浦勞動者區)
- 서창로동자구 (西昌勞動者區)
- 로흥리 (櫓興里)
- 문조리 (文藻里)
- 림서리 (林西里)
- 룡문리 (龍門里)
- 속신리 (俗新里)
- 석우리 (石禹里)
- 관흥리 (館興里)
- 유상하리 (楡上下里)
- 내포리 (內浦里)
- 신덕리 (新德里)
- 무하리 (舞下里)
- 귀복리 (貴福里)
- 신명리 (新明里)
- 신창리 (新昌里)
- 우포리 (隅浦里)
- 상리 (上里)
- 회은리 (會隱里)

## 같이 보기
- 조선민주주의인민공화국의 지리
- 조선민주주의인민공화국의 행정 구역